# ولادة فينوس ( بوغيرو)
ولادة فينوس هي واحدة من أشهر لوحات فنان القرن التاسع عشر رسمها الفرنسي ويليام بوغيرو، تتواجد فينوس في منتصف اللوحة وهي واقفة على صدفة محار مروحي.